# امیلیانو آلبین
امیلیانو آلبین (اسپانیایی: Emiliano Albín‎؛ زادهٔ ۲۴ ژانویهٔ ۱۹۸۹) بازیکن فوتبال اهل اروگوئه است.
از باشگاه‌هایی که در آن بازی کرده‌است می‌توان به باشگاه فوتبال پنیارول، باشگاه فوتبال اروکا، و باشگاه فوتبال بوکا جونیورز اشاره کرد.
وی همچنین در تیم ملی فوتبال زیر ۲۳ سال اروگوئه بازی کرده‌است.